# Otto Nemenz
Otto Constantin Nemenz (* 1941 in Judenburg, Österreich) ist ein österreichischer Kameramann und Gründer des gleichnamigen internationalen Kameraverleih-Unternehmens.

## Leben
Nemenz wurde als Sohn eines Österreichers und einer Griechin geboren und spricht fließend Türkisch, Deutsch und Englisch. Die Hälfte seiner Kindheit verbrachte er in Istanbul, die andere in Wien. Bereits im jungen Alter unterstützte er seine als Immobilienhändlerin tätige Großmutter beim Schreiben und Übersetzen von Immobilienangeboten und erhielt dafür einen Anteil der Einnahmen. Den im Hafen von Istanbul einlaufenden amerikanischen Marinesoldaten der 6. US-Flotte bot er als Teenager seine Dienste als Reiseleiter an. Nemenz besuchte die Hauptschule und lernte anschließend an der HTL Mödling Feinwerktechnik und Optik.
Da er sich nicht parteipolitisch engagieren wollte, lagen ihm für eine Karriere im Österreichischen Rundfunk Steine im Weg. 1964 emigrierte er mit seiner ersten Ehefrau nach Los Angeles.
Nemenz träumte davon, bildgestaltender Kameramann zu werden. Da er kein Gewerkschaftsmitglied war, erhielt er jedoch bei keinem Hollywoodstudio einen Job. Er wurde bei Panavision angestellt und arbeitete zunächst als Kameratechniker. In dieser Funktion wurde er 1966 an das Set von John Frankenheimer für Grand Prix abgestellt und arbeitete mit John M. Stephens zusammen, dem Pionier für Kameramounts. Der auto- und geschwindigkeitsbegeisterte Nemenz spezialisierte sich in diesen Jahren auf die Konstruktion spezieller Objektive und Kamera-Vorrichtungen, die das Filmen mit Formel-1-Rennwagen, Flugzeugen, Skirennen oder Schnellbooten ermöglichten. 1969 war er am ersten Filmdreh in einer fliegenden Boeing 747 mit offener Kabinentüre beteiligt. In den nächsten Jahren arbeitete er als Kameraassistent (z. B. an Hell’s Angels ’70, The Night God Screamed) und konnte in mehreren Folgen der TV-Filmserien Junge Schicksale und ABC Weekend Specials als bildgestaltender Kameramann wirken.
1979 gründete Nemenz die nach ihm benannte Kameraverleihfirma.
Nemenz ist assoziiertes Mitglied der American Society of Cinematographers und Mitglied der I.A.T.S.E. Local 600. 2023 wurde er zur Mitgliedschaft in der Academy of Motion Picture Arts and Sciences eingeladen.

## Kameraverleih-Unternehmen

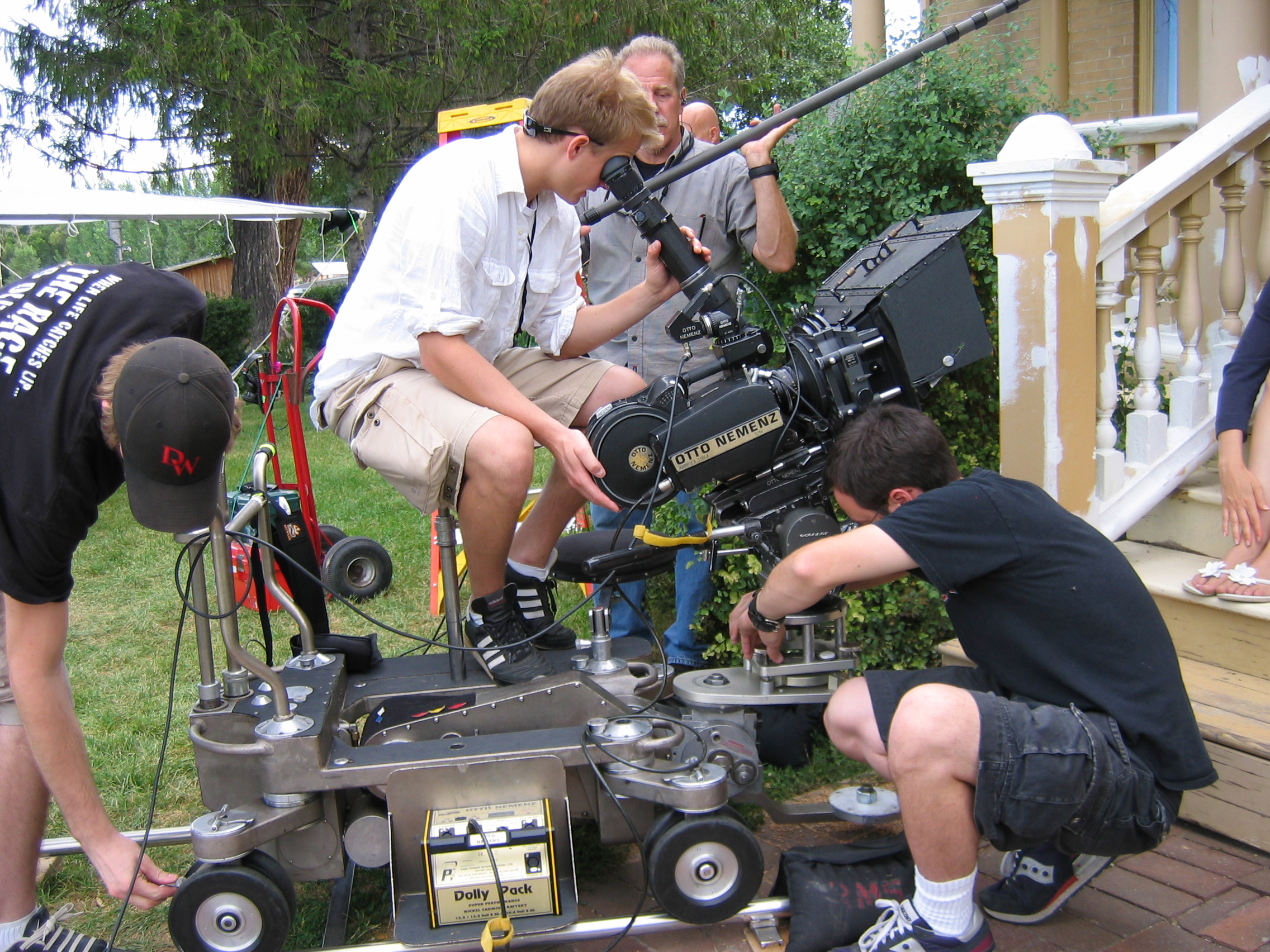
ONI-Kamera im Einsatz an einem Filmset

Seit 1979 rüstet Otto Nemenz International Inc. (ONI) Filme, Serien, Werbungen und Musikvideos mit seinem Equipment aus. In seinem Katalog befinden sich Kameras von Herstellern wie ARRI, Sony und RED, 16-mm-, 35-mm- und Großformat-Linsen und Zubehör.
Das Unternehmen hat Hollywood-Blockbuster wie A Beautiful Mind, Sister Act, No Country for Old Men ebenso ausgestattet wie Grey’s Anatomy, Bones oder das Musikvideo zu Thriller.
1992 erhielten die Angestellten Dick Cavdek und Steve Hamerski den Oscar für technische Verdienste für die optisch-mechanische Konstruktion und Entwicklung des Canon/Nemenz Kamera-Zoomobjektivs. Es handelt sich hierbei um ein Zoomobjektiv, das auf Anregung von Haskell Wexler hin für eine Canon-Filmstills-Linse entwickelt wurde.
Killing Zoe war der erste Spielfilm, in dem die neuen Otto Nemenz Swing & Tilt-Objektive zum Einsatz kamen, die in den Heroinszenen für die perspektivische Verzerrung verwendet wurden, anstatt wie ursprünglich vorgesehen für die Korrektur der Perspektive.
Die Umstellung auf Digitalfilmkameras wurde innerhalb von rund drei Monaten im gesamten Unternehmen durchgeführt. 2023 wurden noch etwa 15 % auf Film gedreht, 85 % sind digital.
Das Unternehmen ist exklusiver Vertreiber der Ottoblad-Linsen, einer Neukonzeption von Hasselblad-Linsen durch P+S Technik, die das Verstellen der Tiefenschärfe in einzelnen Bildteilen ermöglicht und erstmals bei Joker 2 verwendet wurde.

## Auszeichnungen und Ehrungen
- 2014: Bud Stone Award of Distinction, American Society of Cinematographers[10]
- 2023: Legacy Lifetime Achievement Award, American Society of Cinematographers[11]
- Legacy Award, South East European Film Festival in Los Angeles[4][5]